# Liste der Bundeswehrliegenschaften in Berlin
Die Liste der Bundeswehrstandorte in Berlin zeigt alle derzeit aktuellen Liegenschaften, in denen Truppenteile oder sonstige Dienststellen der Bundeswehr im Bundesland Berlin stationiert sind. Verlegungen zu anderen Standorten, Umbenennung und Auflösungen sowie Schließungen von Liegenschaften sind in Klammern beschrieben. Die Abkürzungen, welche in Klammern aufgeführt sind, kennzeichnen die Zugehörigkeit zur jeweiligen Teilstreitkraft bzw. Organisationsbereich und stehen für:
1. Teilstreitkräfte und Unterstützungsbereich:
Heer (H)
Luftwaffe (L)
Marine (M)
Cyber- und Informationsraum (CIR)
Unterstützungsbereich (UstgBer)
2. Organisationsbereich Ausrüstung, Informationstechnik und Nutzung (AIN)
3. Organisationsbereich Personal (P)
4. Organisationsbereich Infrastruktur, Umweltschutz und Dienstleistungen (IUD)
5. Militärseelsorge (MS)

## Liegenschaften
- Hauptgebäude der Julius-Leber-Kaserne BerlinBerlin
  - Julius-Leber-Kaserne

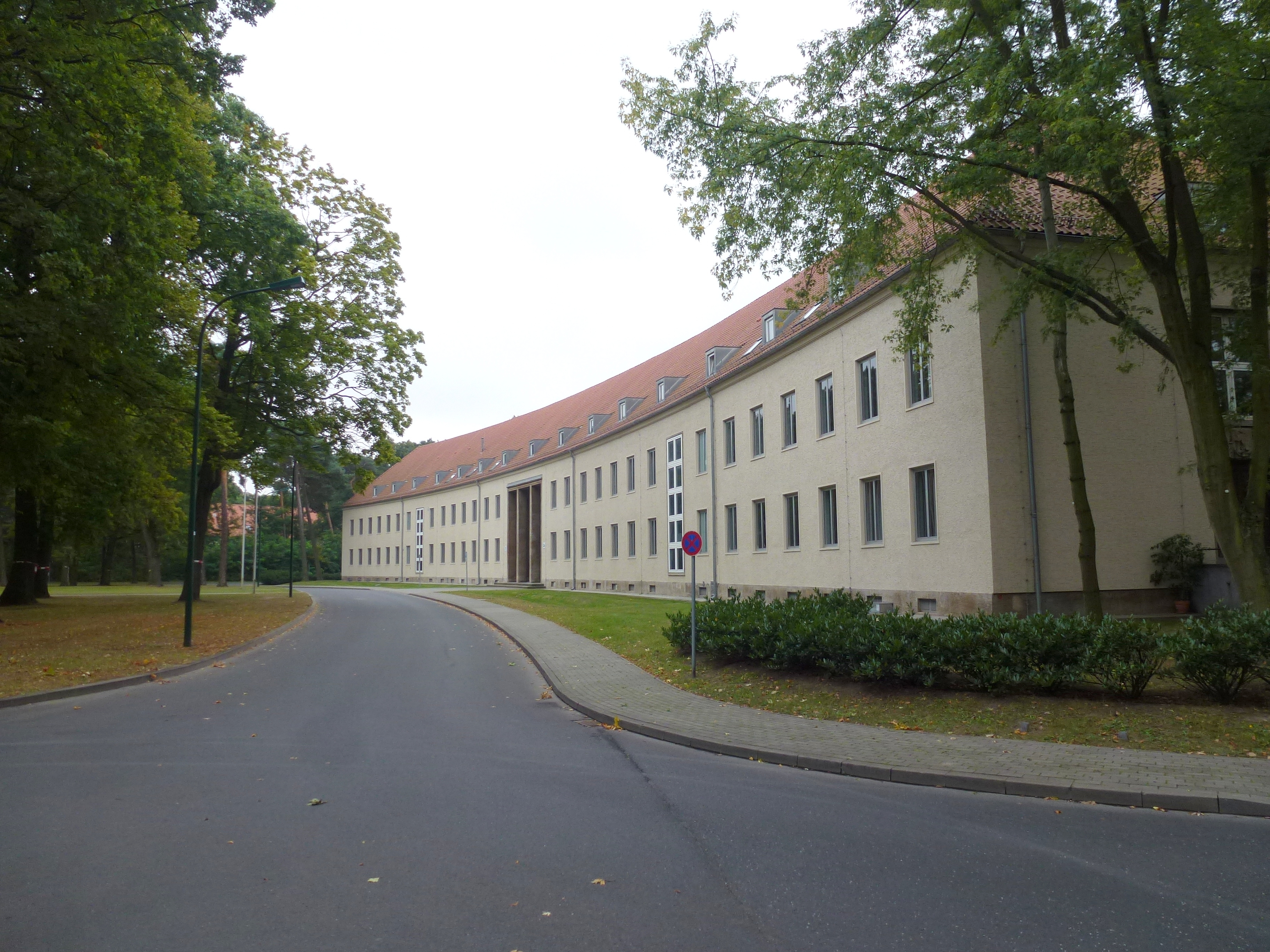
Hauptgebäude der Julius-Leber-Kaserne Berlin

    - Territoriales Führungskommando der Bundeswehr
    - Landeskommando Berlin
    - Stabsmusikkorps der Bundeswehr (UstgBer)
    - Stab Feldjägerregiment 1 (UstgBer)
    - 1./Feldjägerregiment 1 (UstgBer)
    - 2./Feldjägerregiment 1 (UstgBer) (Schutzkompanie BMVg)
    - 3./Feldjägerregiment 1 (UstgBer) (Dienstkommando)
    - 13./Feldjägerregiment 1 (UstgBer) (Eskorten- und Personenschutz-Kompanie)
    - Wachbataillon beim Bundesministerium der Verteidigung (UstgBer)
    - Sportfördergruppe der Bundeswehr Berlin (UstgBer)
    - Familienbetreuungszentrum Berlin (UstgBer)
    - Teile Marinekommando (M)
    - Sanitätsunterstützungszentrum Berlin (UstgBer)
    - Sanitätsversorgungszentrum Berlin-Wedding (UstgBer)
    - Bundeswehr-Dienstleistungszentrum Berlin (IUD)
    - Evangelisches Militärpfarramt Berlin I (MS)
    - Katholisches Militärpfarramt Berlin I (MS)
    - Katholisches Militärdekanat Berlin (MS)

  - Luftwaffenmuseum in Berlin-GatowGeneral-Steinhoff-Kaserne
    - Kommando Luftwaffe (L)
    - Bundeswehrfachschule Berlin (P)

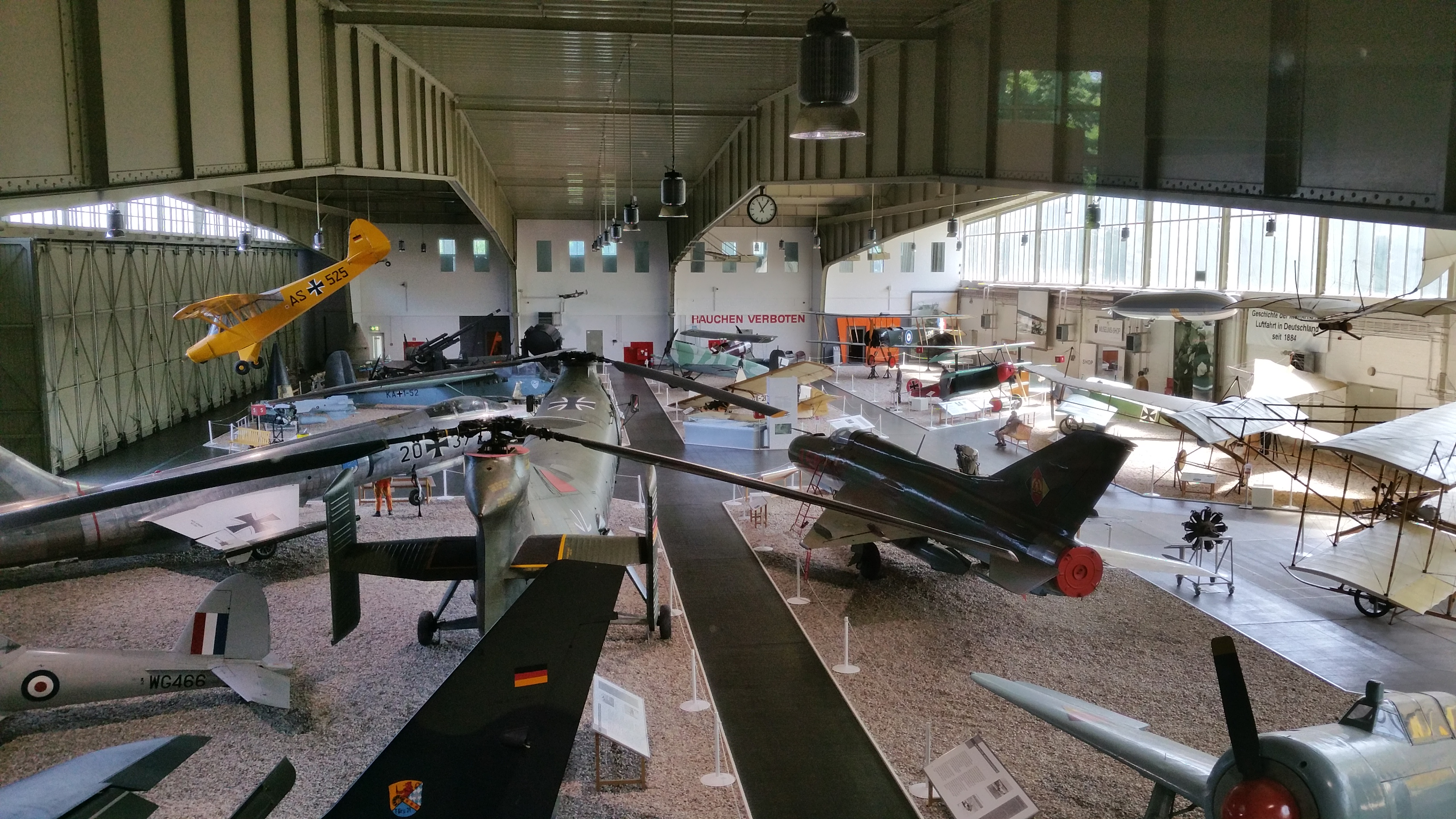
Luftwaffenmuseum in Berlin-Gatow

    - Militärhistorisches Museum Flugplatz Berlin-Gatow (UstgBer)
    - Sanitätsversorgungszentrum Berlin-Gatow (UstgBer)
    - weitere Dienststellen

  - Blücher-Kaserne
    - Teile Sanitätsregiment 1 (UstgBer)

  - Dahme-Spree-Kaserne
    - Teile Bildungszentrum der Bundeswehr (P)
    - Karrierecenter der Bundeswehr (P)

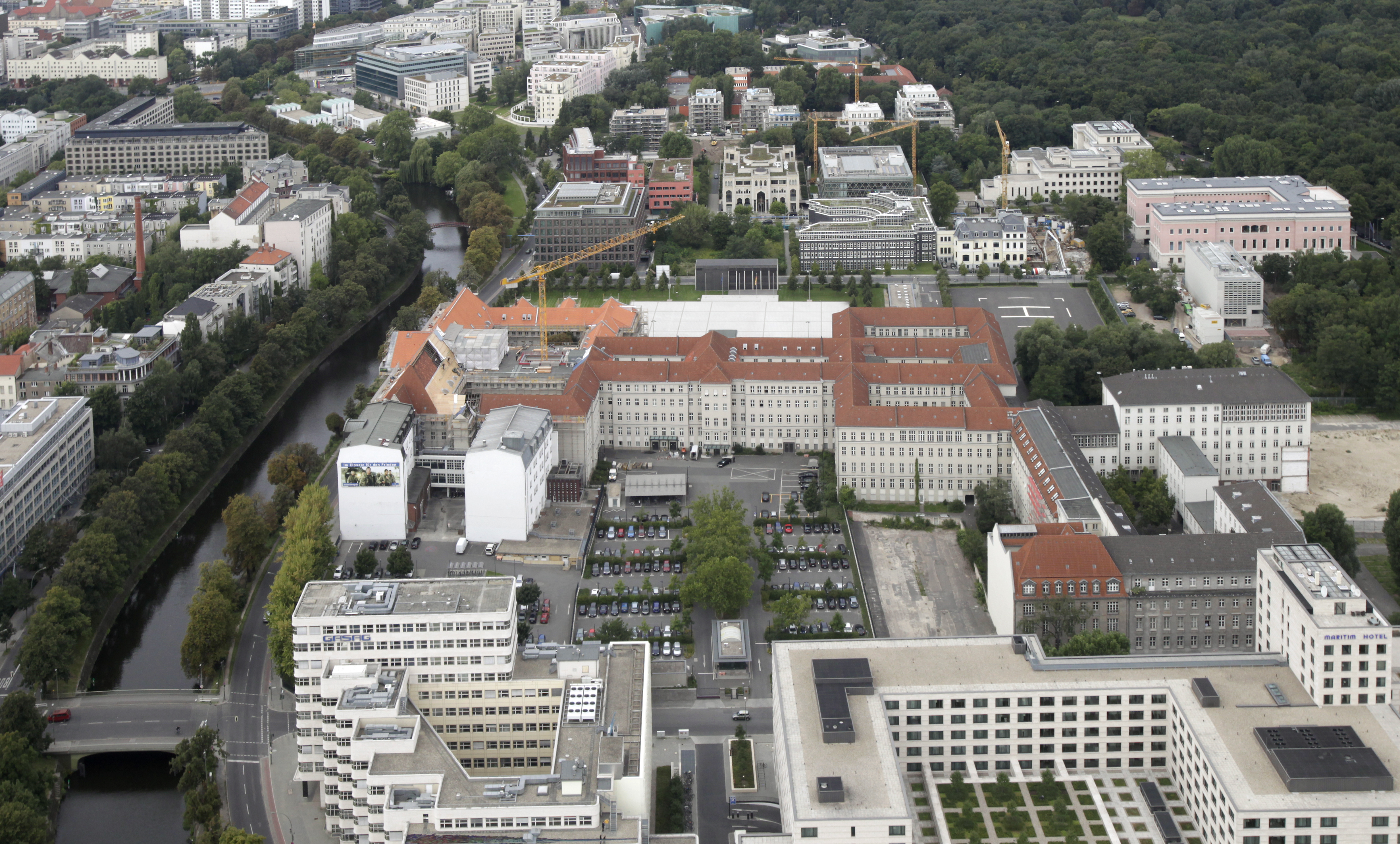
Bundesministerium der Verteidigung

  - Bundesministerium der VerteidigungDienstgebäude BMVg, Stauffenbergstraße 18 (Bendlerblock)
    - Bundesministerium der Verteidigung, Dienstsitz Berlin

  - Franklinstraße 10
    - Cyber Innovation Hub der Bundeswehr (CIR)
    - Teile Zentrum für Softwarekompetenz der Bundeswehr (CIR)

  - Oberspreestraße 61L
    - Planungsamt der Bundeswehr (BMVg)

  - Schlossanlage Schönhausen
    - Bundesakademie für Sicherheitspolitik (UstgBer)

  - Scharnhorststraße 13
    - Bundeswehrkrankenhaus Berlin (UstgBer)
    - Zentrales Institut des Sanitätsdienstes der Bundeswehr Kiel, Außenstelle Berlin (UstgBer)
    - Sanitätsversorgungszentrum Berlin-Mitte (UstgBer)
    - Bundeswehrapotheke (UstgBer)
    - Evangelisches Militärpfarramt Berlin II (MS)
    - Katholisches Militärpfarramt Berlin II (MS)

  - Flughafen Berlin-Tegel (Nutzung voraussichtlich bis 2029)
    - 3. Lufttransportstaffel Flugbereitschaft des Bundesministeriums der Verteidigung (L)

  - Radarstellung Flughafen Berlin-Tempelhof (Columbiadamm 76)
    - Abgesetzter Technischer Zug 353 Berlin-Tempelhof (L)

  - Jebensstraße 3
    - Evangelisches Kirchenamt für die Bundeswehr (MS)

  - Am Weidendamm 2
    - Katholisches Militärbischofsamt (MS)

  - Reinhardtstraße 52 
    - Redaktion der Bundeswehr

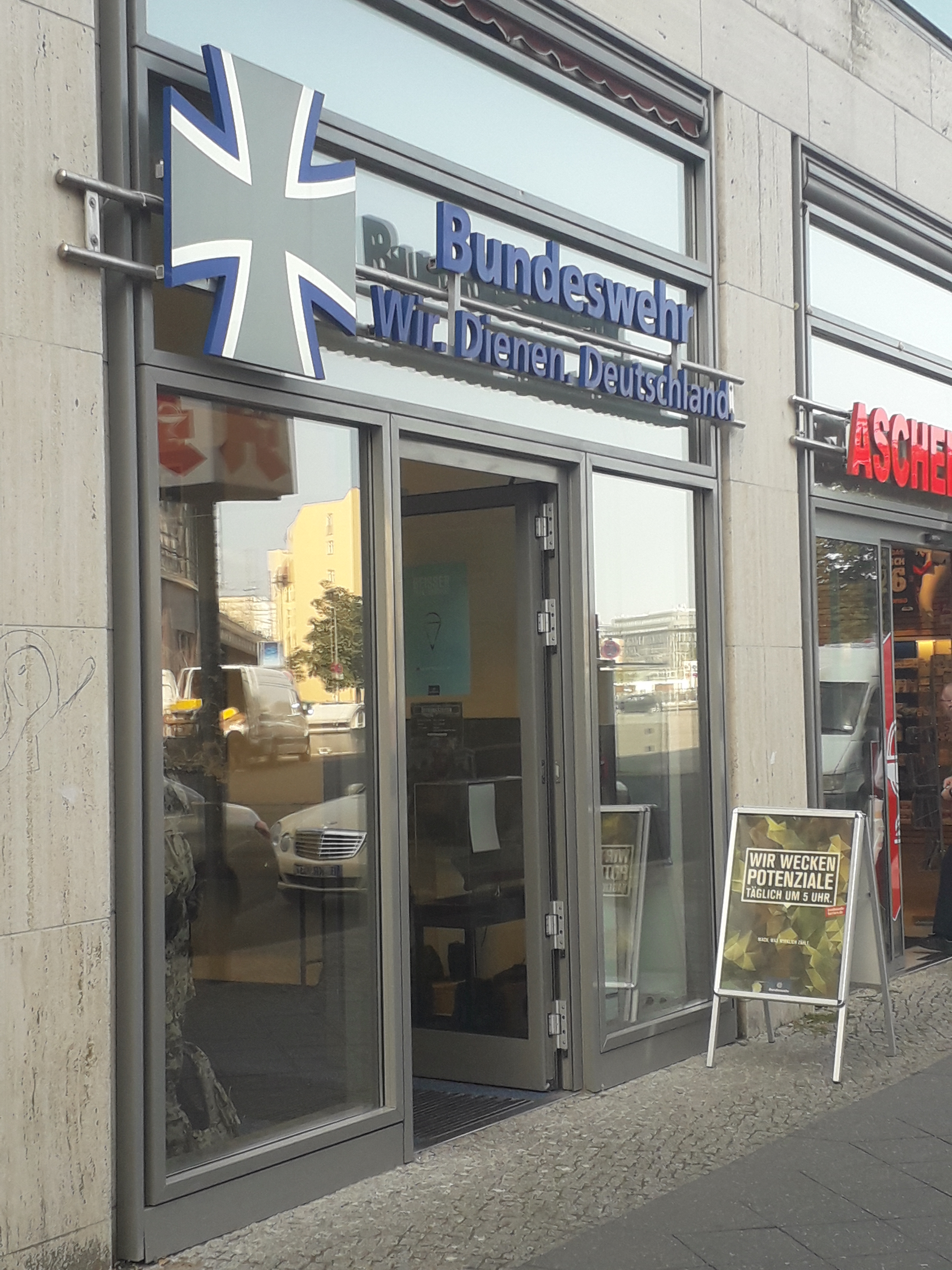
Ausstellungsraum der Bundeswehr am Bahnhof Friedrichstraße

  - Ausstellungsraum der Bundeswehr am Bahnhof FriedrichstraßeFriedrichstraße 147 (seit 19. November 2014)[2]
    - Ausstellungsraum der Bundeswehr (Karrierecenter der Bundeswehr, Hauptstadtbüro)

  - Jean-Monnet-Straße 4 (seit 17. Januar 2024)[3]
    - Veteranenbüro der Bundeswehr

  - Walchenseestraße 30
    - Wohnheim Flugbereitschaft des Bundesministeriums der Verteidigung[4]